# Espen Rud
Espen Rud (* 29. Januar 1948 in Asker) ist ein norwegischer Jazzschlagzeuger.

## Leben und Wirken
Ruds Karriere als Jazzmusiker begann in den 1960er Jahren in Oslo. Er spielte 1965 im Quintett von Ditlef Eckhoff und arbeitete von 1967 bis 1974 mit Svein Finnerud, mit dem er drei LPs aufnahm. 1968 begann er ein Studium am Konservatorium, wirkte an einer Plattenaufnahme von Karin Krog mit und gründete eine eigene Band. 1969 war er Mitglied von Arild Bomans Ensemble.
In den 1970er Jahren arbeitete er u. a. mit Mal Waldron (1971), Magni Wentzel und Bjørn Johansen (1973), Dexter Gordon (Tokyo 1975), dem Christian-Reim-Sextett und dem Jon-Balke-Quartett (1973–74), dem Guttorm-Guttormsen-Quartett (1974–78) und dem Radka-Toneff-Quintett (1975–76). 1978 nahm er an einer Indientournee mit Karin Krog teil. Zwischen 1978 und 1983 leitete er die Gruppe Kråbøl. 1983 erhielt er den Buddyprisen.
Von 1980 bis 1989 war Rud Mitglied des Trondheimer New Cool Quartet. Daneben arbeitete er mit Erling Aksdal (1980), Christian Reim (1980–81 und 1983–84), Warne Marsh, Pepper Adams und Kenny Wheeler (1981), dem Per-Husby-Quintett (1982–83), Chet Baker (1983) und Lee Konitz (1983 und 1985).
1991 und 1992 trat er mit dem Pianisten Michael Bloch auf, danach bildete er mit Christian Wallumrød und Johannes Eick das Trio REW. Für das Album Rudlende erhielt er 1998 den Spellemannprisen. Mit Torbjørn Sunde leitete er die Gruppe Fire Fyrer (Prøysen goes jazz, 2012).

## Diskographie
- Hotelsuite (Odin, 1984)
- Rudlende mit Vigleik Storaas, Terje Gewelt, 1998
- Melancholy Delight mit John Pål Inderberg, Rob Waring, Christian Haug, Terje Gewelt